# CUS Genova Hockey
Il CUS Genova Hockey è la sezione di hockey su prato del CUS Genova.
Disputa i suoi incontri al campo sportivo Giorgio Arnaldi, intitolato a un hockeista genovese e finito di costruire nel 1993, che si trova nella zona del Lagaccio.

## Storia

Incarico di allenatore assegnato a Bruno Gennaro

Il CUS (Centro Universitario Sportivo) nasce nel 1947 dalle ceneri del GIL (Gioventù Italiana del Littorio).
Nella sua storia il CUS Genova ha vinto 3 scudetti nel settore maschile (nel 1949, 1951 e 1954) e uno nel settore femminile (1972), più due scudetti indoor femminili (1972 e 1974) e 3 Campionati nazionali universitari.
Nel 2007 la squadra femminile si è sciolta.
Nel 2009-2010 la squadra si è divisa formando anche la squadra del Genova Hockey 1980, che al suo primo anno di vita ha conquistato le finali per la promozione in serie A2, perdendole. Successivamente il Genova Hockey 1980 è diventata una squadra indipendente.

## Palmarès

### Maschile
- Scudetto: 3

1949, 1951, 1954
- Campionati Nazionali Universitari: 3

1948, 1949, 1950
- Giochi della Gioventù: 1

1974

### Femminile
- Scudetto: 1

1972
- Scudetto indoor: 2

1972, 1974